# Ушаков, Егор Сергеевич
Его́р Серге́евич Ушако́в (род. 2 декабря 2002, Красногорск, Московская область) — российский футболист, нападающий московского ЦСКА.

## Карьера

### Ранние годы
Родился 2 декабря 2002 года в подмосковном городе Красногорск. Начал заниматься футболом в КСШОР «Зоркий». В 9 лет перешёл в
ДЮСШ «Локомотив». В 2016 году отчислен из-за недостаточной физической базы.
С 2017 по 2020 года выступал за молодёжную команду московского «Торпедо». 21 февраля 2020 года перешёл в молодёжку ЦСКА, с которой стал победителем молодёжного первенства в сезоне 2020/21.

### ЦСКА
3 апреля 2022 года дебютировал за основную команду ЦСКА, выйдя на замену в матче 23-го тура РПЛ против «Урала» (2:2). В этом матче он заработал пенальти, который реализовал Юсуф Языджи. 9 апреля впервые вышел в стартовом составе в матче против «Химок» (4:2), в котором забил первый гол.

#### Аренда в «Крылья Советов»
Перед сезоном 2023/24 находился на просмотре в клубе «Крылья Советов» — за который сыграл в товарищеском матче против клуба «Нефтехимик» (3:2) и забил гол.
13 сентября 2023 перешел в самарский клуб на правах аренды до конца сезона 2023/24. 16 сентября в матче чемпионата России против ЦСКА (2:2) дебютировал за «Крылья Советов», выйдя на замену на 89-й минуте.
19 сентября в матче Кубка России против «Балтики» (1:2) получил черепно‑мозговую травму. В апреле 2024 года ЦСКА прервал аренду Ушакова из-за травмы.

## Статистика
| Выступление      | Выступление      | Выступление      | Лига | Лига | Кубки | Кубки | Итого | Итого |
| Клуб             | Лига             | Сезон            | Игры | Голы | Игры  | Голы  | Игры  | Голы  |
| ---------------- | ---------------- | ---------------- | ---- | ---- | ----- | ----- | ----- | ----- |
| ЦСКА (Москва)    | Премьер-лига     | 2021/22          | 7    | 1    | 1     | 0     | 8     | 1     |
| ЦСКА (Москва)    | Премьер-лига     | 2022/23          | 4    | 0    | 1     | 0     | 5     | 0     |
| ЦСКА (Москва)    | Итого            | Итого            | 11   | 1    | 2     | 0     | 13    | 1     |
| → Крылья Советов | Премьер-лига     | 2023/24          | 1    | 0    | 1     | 0     | 2     | 0     |
| → Крылья Советов | Итого            | Итого            | 1    | 0    | 1     | 0     | 2     | 0     |
| Всего за карьеру | Всего за карьеру | Всего за карьеру | 12   | 1    | 3     | 0     | 15    | 1     |

## Достижения

### ЦСКА (Москва)
- Обладатель Кубка России: 2022/23, 2024/25
- Серебряный призёр Чемпионата России: 2022/23
- Обладатель Суперкубка России: 2025